# Южный майду
Южный майду (Neeshenam, Nisenan, Nishinam, Pujuni, Southern Maidu, Wapumni) — мёртвый индейский язык, на котором раньше говорил народ майду (нинесан), который проживает у подножия реки Сьеррас в штате Центральная Калифорния в США. Отличается от других майдуанских разновидностей. В настоящее время народ говорит на английском языке.